# فرانكلين إل. شيبارد
فرانكلين إل. شيبارد (بالإنجليزية: Franklin L. Sheppard) هو كاتب أغاني وملحن أمريكي، ولد في 1852، وتوفي في 1930.